# Pallenopsidae
Famille
Les Pallenopsidae sont une famille de pycnogonides.

## Liste des genres
Selon PycnoBase :
- Bathypallenopsis Stock, 1975
- Pallenopsis Wilson, 1881

## Référence
- Fry, 1978 : A classification within the pycnogonids. Zoological Journal of the Linnean Society, vol. 63, n. 1/2, p. 35-58.